# Jan Petykiewicz

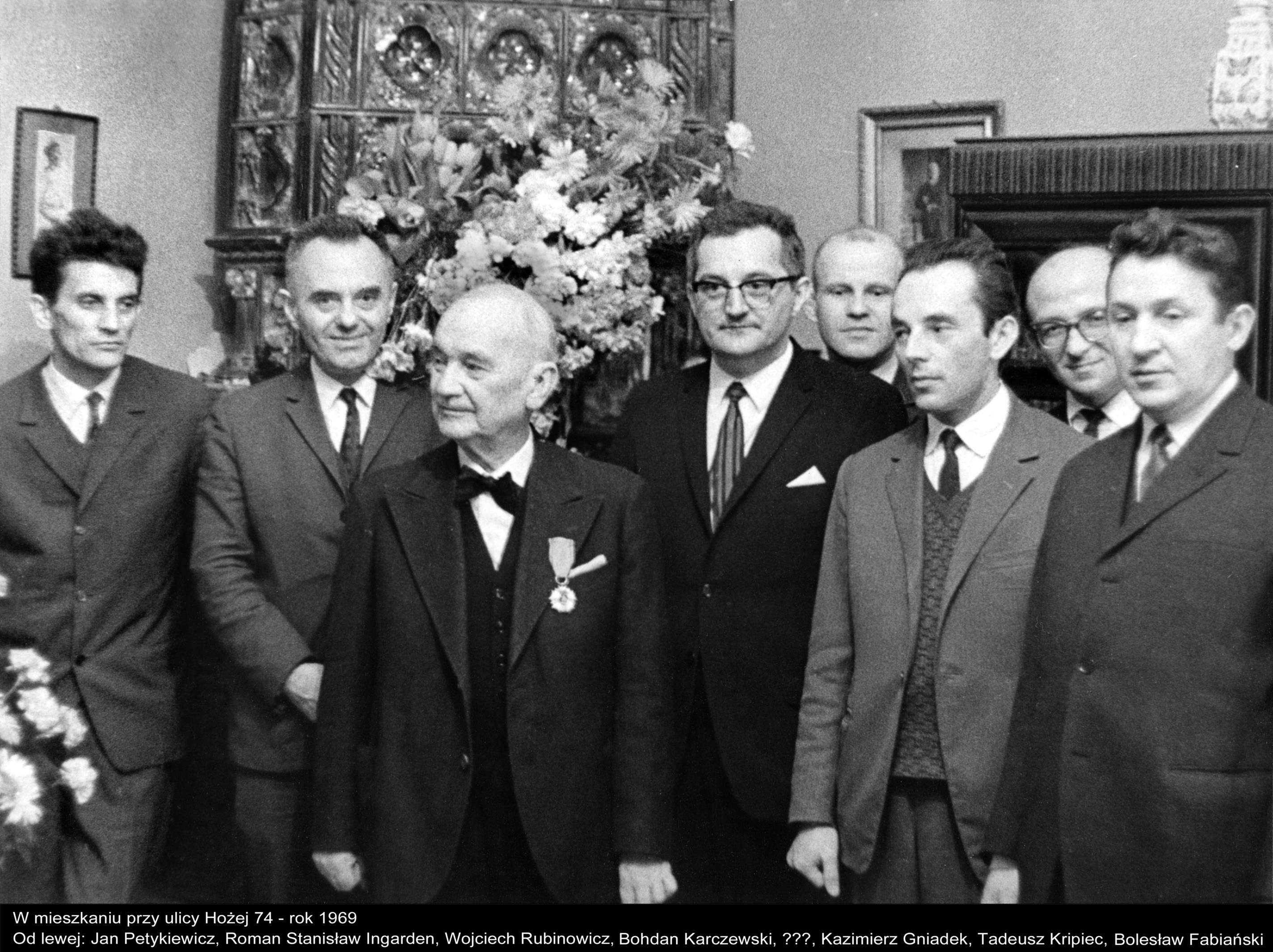
Prof. Jan Petykiewicz (pierwszy z lewej) na spotkaniu współpracowników prof. Wojciecha Rubinowicza z okazji jego 80-lecia urodzin (1969)

Jan Petykiewicz (ur. 1 lutego 1932 w Baboszewie, w powiecie płońskim, zm. 14 kwietnia 2021) – polski fizyk, doktor habilitowany, profesor nadzwyczajny Politechniki Warszawskiej.

## Życiorys
Studiował fizykę na Uniwersytecie Warszawskim. Był dyrektorem Instytutu Fizyki Politechniki Warszawskiej, dziekanem Wydziału Fizyki Technicznej i Matematyki Stosowanej.
W latach 1977–1981 był przewodniczącym Oddziału Warszawskiego Polskiego Towarzystwa Fizycznego.
W roku 1977 otrzymał Nagrodę Naukową Polskiego Towarzystwa Fizycznego. Został w roku 2004 odznaczony Medalem Politechniki Warszawskiej. Członek Wydziału III Polskiej Akademii Nauk.
W okresie stanu wojennego jako dziekan sprzyjał wystąpieniom studentów.
Był promotorem wielu prac doktorskich. Ostatnio w latach 1998–1999 zajmował się badaniem wpływu granicy ośrodków liniowego i nieliniowego typu Kerra na rozprzestrzenianie się monochromatycznej fali płaskiej.
Zmarł 14 kwietnia 2021.

## Publikacje
- K. Gniadek, J. Petykiewicz: VII Applications of Optical Methods in the Diffraction Theory of Elastic Waves, Progress in Optics, Vol. 9, pp. 281–310, 1971
- Jan Petykiewicz, Adam Kujawski: Zasada Huygensa dla pola elektromagnetycznego w ośrodkach anizotropowych, Instytut Podstawowych Problemów Techniki Polskiej Akademii Nauk, Warszawa 1972
- Jan Petykiewicz: Optyka falowa, Wydawnictwa Politechniki Warszawskiej, 1978, 1980, PWN, 1986, ISBN 83-01-04909-X
- Jan Petykiewicz: Podstawy fizyczne optyki scalonej, Państwowe Wydawnictwo Naukowe, Warszawa 1989, ISBN 83-01-08983-0
- Jan Petykiewicz: Wybrane zagadnienia optyki nieliniowej: podstawy fizyczne i zastosowania, Wydawnictwa Politechniki Warszawskiej, Warszawa 1991
- Jan Petykiewicz: Wave Optics, Kluwer Academic Publishers, Dordrecht, 1992 ISBN 0-7923-0683-X
- Jan Petykiewicz: Oddziaływanie wiązek i pakietów falowych w ośrodkach nieliniowych, Oficyna Wydawnicza Politechniki Warszawskiej 2006